# Кућа у ул. Светозара Марковића 19 у Крагујевцу
Кућа у ул. Светозара Марковића 19 у Крагујевцу представља непокретно културно добро као споменик културе, решењем Завода за научно проучавање споменика куултуре Београд бр. 67/48 од 17. јануара 1948. године.
Кућа је подигнута у првој половини 19. века као приватни стан Недељка Стојковића, познатијег као кнез Дена, познатог јавног радника Милошевог доба. Грађена је као типична кућа овог доба. Централни део куће је окренут ка улици, као и читав дворишни простор са бунаром. Грађена је као кућа за становање, са огромним подрумским делом у бондрук конструкцији, са испустима од опеке. Кровни покривач је ћерамида. Ова грађевина је, као и низ других у овој улици, израђена у духу свог времена и чини једну од најзначајнијих, сачуваних објеката овог града. 
Кућа је у власништву града Крагујевца.

## Галерија
- Изглед са улице
- Трем и улаз са дворишне стране
- Улаз у подрум